# CS Cerrito
Club Sportivo Cerrito – urugwajski klub piłkarski założony 28 października 1929, z siedzibą w mieście Montevideo.

## Historia
Klub założony został 28 października 1929 (według niektórych 28 grudnia 1929), jednak zarejestrowany jako klub sportowy został w 1934, początkowo grając w Ligas Centenario y Comercial. W 1945 wstąpił do AUF dołączając do ligi Divisional Extra „A” (4. poziom rozgrywkowy). Awansował do Divisional Intermedia (3. poziom rozgrywkowy) w 1948 i kontynuował ten kierunek, ostatecznie osiągając awans do Primera „B” (2. poziom rozgrywkowy) w 1951. Dzięki temu, klub otrzymał status profesjonalny, a debiut z takim statusem miał miejsce w 1952. Przez kolejne lata klub lawirował pomiędzy drugim i trzecim szczeblem rozgrywek. W sezonie 2003 został mistrzem Segunda División, dzięki czemu po raz pierwszy mógł wystąpić w Primera División.

## Osiągnięcia
- Mistrz drugiej ligi urugwajskiej: 2003, 2020
- Mistrz trzeciej ligi urugwajskiej (Primera C) (6): 1948, 1951, 1970, 1982, 1998, 2015-16